# پونگسک
پونگسک (به لهستانی:  Puńsk) یک روستا در لهستان است که در گمینا پونگسک واقع شده‌است.